# Железнодорожный перегон
Железнодоро́жный перего́н — участок железнодорожной линии, который соединяет смежные раздельные пункты.

## Классификация
В Российской Федерации железнодорожные перегоны подразделяют на:
- межпостовые — перегоны, ограниченные путевыми постами или путевыми постами и железнодорожными станциями.
- межстанционные — перегоны, ограниченные железнодорожными станциями, разъездами и обгонными пунктами[1][1].

Перегоны бывают одно-, двухпутные и многопутные. Имеют чётное и нечётное направление. Разделяются на блок-участки проходными светофорами (ранее семафорами). Длина перегона, его тип зависит от значимости, загруженности и эффективности использования. Перегон является составляющей частью дистанций пути (или путевая часть, ПЧ) и именно на перегоне происходит смена управления железными дорогами и диспетчерских участков.

### Однопутный перегон
На однопутных перегонах единственный путь предназначен для поочерёдного движения поездов в обоих направлениях. Недостаток такого перегона в том, что движение по нему производится одновременно только в одну сторону. Только после освобождения перегона (прибытия поезда на станцию или разъезд) можно отправить на этот же перегон поезд встречного направления. Встреча двух поездов противоположных направлений на станции (разъезде) называется скрещением поездов. Обычно однопутные перегоны устраивают на малозагруженных участках железной дороги, при невозможности построить второй путь из-за условий рельефа, для промышленных нужд, для движения только грузовых поездов между грузовыми и сортировочными станциями, либо же для осуществления пригородных перевозок при низкой интенсивности движения. Кроме того, на двухпутных линиях отдельные перегоны могут быть однопутными из-за наличия крупных мостов, тоннелей, что позволяет временно сэкономить средства при строительстве. В случае увеличения числа поездов сооружается второй путь. Обычно однопутные перегоны неэлектрифицированы, и движение поездов осуществляется под тепловозной и иногда паровозной тягой. Существуют также и электрифицированные однопутные железные дороги.
Организация движения поездов по однопутному перегону зависит от того, делится ли он на блок-участки проходными светофорами (при автоматической блокировке) или представляет собой единый блок-участок при (полуавтоматической блокировке или электрожезловой системе). В первом случае возможно отправление нескольких поездов одного направления на перегон друг за другом, во втором случае ни один поезд невозможно отправить до тех пор, пока другой находится на перегоне.

### Двухпутный перегон
Самый часто используемый тип перегона на магистральных железных дорогах во многих странах мира. На двухпутном перегоне один путь предназначен для движения поездов в одном направлении — нечётном, второй — в чётном направлении, противоположном первому. Изредка на коротких участках пути используется двойная система направлений или так называемая двухсторонняя блокировка, при которой по каждому пути возможно движение как в чётном, так и в нечётном направлении. На достаточно длинных перегонах могут находиться столько поездов, на сколько блок-участков делится перегон. Перегоны делятся на блок-участки посредством установки проходных светофоров на примерно одинаковом расстоянии друг от друга, порядка 2 километров. Полуавтоматическая блокировка на двухпутных перегонах малоэффективна и применяется крайне редко.

### Многопутный перегон
На самых загруженных перегонах железных дорог число путей может быть три, четыре, реже — ещё больше, такие перегоны называют многопутными. Особенностью многопутных перегонов является возможность одновременного движения поездов в одном направлении параллельно друг другу, что существенно увеличивает пропускную способность. На трёхпутных участках обычно по первому пути движение осуществляется в нечётном направлении, по второму — в чётном, а по третьему движение возможно в обоих направлениях. На четырёхпутных два пути используются для движения в нечётном направлении и два — в чётном. В отдельных случаях применяется двусторонняя блокировка по всем путям, и каждый путь способен пропускать поезда в любом направлениях.
На многопутных перегонах возможна специализация путей: например, один или два пути используются для движения только грузовых поездов (между станциями Люблино-Сортировочное и Подольск), либо только пригородных поездов с частыми остановками (Москва-Пассажирская-Казанская — Раменское), либо для возвращения локомотивов-толкачей к началу участка подталкивания (Горхон — Кижа). В этом случае достигается наибольшая пропускная способность, поскольку различные виды поездов имеют разную скорость движения и не ограничивают друг друга. Также многопутные перегоны могут быть между станциями в пределах одного железнодорожного узла, если на таких перегонах сходятся поезда с нескольких магистральных направлений (например, Екатеринбург-Сортировочный — Шарташ).

## Границы
Границей между раздельными пунктами и перегонами являются чётко установленные границы раздельных пунктов:
- на однопутных участках — входные светофоры раздельных пунктов;
- на двухпутных участках по каждому в отдельности главному пути — с одной стороны — входной светофор, с другой сигнальный знак «Граница станции»;
- на двухпутных участках, оборудованных двухсторонней автоблокировкой, границами с обеих сторон по каждому в отдельности главному пути являются входные светофоры.